# Pedro Sánchez de la Nieta
Pedro Sánchez de la Nieta Ogallar (Daimiel, Ciudad Real, 26 de mayo de 1962), más conocido como Pedro Sánchez de la Nieta, es un exfutbolista y entrenador español de fútbol.

## Como futbolista
Comenzó su carrera en el club de su ciudad natal el Daimiel Club de Fútbol a principios de la década de los años 1980, tras pasar por otros equipos como Getafe Club de Fútbol o Real Jaén Club de Fútbol, por aquellos años en la Segunda División B en el año 1987 recala en el fútbol profesional.
Juega en Segunda División con el Granada Club de Fútbol, con Joaquín Peiró Lucas desde la primera jornada hasta la vigésima tercera y después de ser éste destituido entra al cargo Manuel Ruiz Sosa hasta final de temporada.
La siguiente temporada Pedro Sánchez de la Nieta ficha por el recién ascendido Unión Deportiva Alzira, donde vuelve a tener dos entrenadores a lo largo de la temporada Fernando Trío Zabala, primero y Delfín Álvarez Yáñez, segundo. Hasta aquí su periplo como jugador profesional.
De esta etapa de su vida, el joven jugador vuelve al fútbol modesto, para jugar en Club Deportivo Ourense, Getafe Club de Fútbol, Club Deportivo Manchego, Atlético Ciudad Real, Tomelloso Club de Fútbol y Valdepeñas Club de Fútbol.

## Como entrenador
Este histórico entrenador, Pedro Sánchez de la Nieta Ogallar se encontraba sin entrenar hasta hace dos temporadas dirigió en Segunda B primero al Puertollano y anteriormente al Tomelloso, equipos con los que logró sendos ascensos a la división de bronce.
Pedro, como se le conoce en Daimiel, antes de ser entrenador fue enfermero. En 2006 entrenaba al U.D. Puertollano o UDP. Consiguió devolver la ilusión a toda la afición de la llamada Ilusión Azul, con su ascenso a la Segunda División B. Durante esos primeros años tuvo que compatibilizar su profesión de entrenador con la de enfermero en Chillón, Ciudad Real, España). En una entrevista dijo: ¨Sinceramente, entiendo que ni soy más ni menos que cualquier trabajador que tiene un trabajo duro y tiene que, como se dice vulgarmente, echar muchas horas para sacar adelante su familia.¨
En lo meramente deportivo cuando De la Nieta llegó al Tomelloso Club de Fútbol en el año 2000, estando éste en Tercera División consiguió terminar la temporada 2000–2001 en 8º lugar de su grupo haciendo una muy digna temporada. En la 2001-2002 consigue su primer gran resultado deportivo, ya que termina la temporada siendo campeón de su grupo de Tercera División, pero no consigue el ascenso de categoría. En la temporada 2002-2003 consigue un nuevo éxito al colocar cuarto clasificado al equipo y llegando a la Fase de Ascenso a Segunda División B y consiguiendo el ascenso.
En su debut en Segunda División B las cosas no le fueron bien y después de los malos resultados es destituido el 1 de marzo de 2004
Después de estar una temporada como seleccionador de juveniles de la provincia de Ciudad Real el Unión Deportiva Puertollano es su segunda oportunidad. Y no puede ser mejor su primer año. Consiguen el campeonato de su grupo de Tercera División y el ascenso a Segunda División B. En la siguiente temporada no se podrían imaginar el resultado final; mejor temporada en los últimos 20 años de su historia. En esa temporada el Puertollano quedó en el puesto 7 en su grupo de Segunda División B y realizando un buen fútbol. Además consigue la Copa Real Federación Española de Fútbol, tras ganar al Sociedad Deportiva Huesca empatando en la ida 1-1, y ganando 2-0 en la vuelta.
Comienza la temporada 2007 y tras malos resultados la directiva, pese a ganar el encuentro de liga frente al Algeciras Club de Fútbol (1-0) deciden destituirlo el 10 de diciembre de 2007 y es sustituido por Manolo Hierro
Después de cuatro años sin ejercer de entrenador y dedicarse enteramente a su otra profesión, la de enfermero, le llega la llamada del Club de Fútbol Villanovense. El 15 de noviembre de 2011 firmó por el club serón en sustitución de Adolfo Muñoz y su debut fue en la jornada 14 ante el Sevilla Fútbol Club Atlético, con victoria (2-1).
El equipo ha mantenido una buena racha de buenos resultados, que hacen que el equipo serón consiga la permanencia en Segunda División B a falta de tres jornadas para finalizar la temporada 2011-2012.
En la temporada 2012/13 de la Segunda División B de España de fútbol y debido a los malos resultados fue destituido el 5 de marzo de 2013 del Villanovense y sustituido por José Luis Montes Vicente
El 23 de abril de 2018 fue anunciado nuevo entrenador de la Real Balompédica Linense, tras la destitución de Julio Cobos a falta de tres jornadas para finalizar la presente temporada.

## Trayectoria como jugador
- Daimiel Club de Fútbol:
- Getafe Club de Fútbol:
- Real Jaén Club de Fútbol: ?-1987.
- Granada Club de Fútbol: 1987-1988.
- Unión Deportiva Alzira: 1988-1989.
- Club Deportivo Ourense: 1989-?
- Getafe Club de Fútbol
- Club Deportivo Manchego: 1992-93
- Atlético Ciudad Real: 1993-94
- Tomelloso Club de Fútbol
- Valdepeñas Club de Fútbol

## Trayectoria como entrenador
- Tomelloso Club de Fútbol: 2000-2004
- Juveniles de la provincia de Ciudad Real: 2004-2005
- Unión Deportiva Puertollano: 2005-2007
- Club de Fútbol Villanovense: 2011-2013
- La Roda Club de Fútbol: 2013-2014
- Real Balompédica Linense: 2018

## Palmarés
Como entrenador:
- Dos ascensos a Segunda División B (2003) y (2006) con el Tomelloso Club de Fútbol y Unión Deportiva Puertollano, respectivamente.
- Copa Real Federación Española de Fútbol (2006) con el Unión Deportiva Puertollano.

## Enlaces
- Datos: Q6070226